# Ali Larter
Alison Elizabeth "Ali" Larter (født 28. februar 1976) er en amerikansk skuespiller og tidligere fotomodel, blandt andet kendt for sin rolle i Heroes og 2007-filmen Resident Evil: Extinction.